# Absorption et dispersion du son dans l'atmosphère
Absorption et dispersion du son dans l'atmosphère constituent les mécanismes qui affaiblissent l'énergie transportée par une onde sonore ou déforment celle-ci. Ces mécanismes viennent se superposer à la simple atténuation géométrique liée à la propagation d'une onde non plane, liée à l'augmentation de la surface d'onde associée.
Dans la partie monophasique de l'atmosphère ces effets sont liés aux phénomènes de transport : viscosité et conduction thermique, la diffusion ne jouant qu'un rôle mineur. Les phénomènes de déséquilibre vibrationnel sont importants. La diffusion est au contraire importante dans la partie diphasique (nuages et brouillard) avec le changement de phase eau-vapeur et, là aussi, la conduction thermique.

## Composition de l'atmosphère

Fractions volumiques à haute altitude (modèle MSIS-E-90 valide pour une altitude supérieure à 85 km).

La composition de l'atmosphère est sensiblement constante jusqu'à une altitude voisine de 90 km, au moins pour les espèces majeures : diazote 78,1 %, dioxygène 21,0 %, argon 0,9 % pour l'air sec. Il faut ajouter une part de vapeur d'eau très variable, que l'on caractérise par l'humidité relative qui est un paramètre du problème :
{\displaystyle HR=100\,{\frac {p_{H_{2}O}}{p_{sat}}}}
où  {\displaystyle p_{H_{2}O}}  est la pression partielle de vapeur d'eau et  {\displaystyle p_{sat}} la pression de vapeur saturante donnée par diverses lois empiriques comme celle de l'International Association for the Properties of Water and Steam.
La vapeur d'eau a un effet important dans l'absorption de même que l'ozone et le gaz carbonique, molécules qui n'existent cependant qu'en très faible quantité et n'ont donc au final qu'un effet faible. 
À haute altitude azote et oxygène sont dissociés par le rayonnement solaire, l'hélium et l'hydrogène augmentent avec l'altitude (voir figure). On utilise pour les données le modèle MSIS ( Mass Spectrometer and Incoherent Scatter radar) du Naval Research Laboratory.

## Notations et relations utilisées
On note  {\displaystyle i}  l'espèce, de masse molaire  {\displaystyle M_{i}} , de  fraction volumique  {\displaystyle x_{i}}  et de fraction massique  {\displaystyle q_{i}} . La masse molaire du mélange est  {\displaystyle {\overline {M}}=\sum _{i}x_{i}M_{i}}  et  {\displaystyle q_{i}={\frac {M_{i}}{\overline {M}}}x_{i}} .
L'état de chacune des espèces est caractérisé par les températures suivantes : translation  {\displaystyle T} , rotation  {\displaystyle T_{i}^{rot}=T}  et vibration  {\displaystyle T_{i}^{vib}\neq T} .
Les molécules diatomiques sont caractérisées par une seule énergie vibrationnelle caractéristique  {\displaystyle {\overline {E}}_{i}^{vib}}  ou, de manière équivalente, par leur température vibrationnelle caractéristique  {\displaystyle \Theta _{i}^{vib}={\frac {{\overline {E}}^{vib}}{k_{B}}}}  où  {\displaystyle k_{B}}  est la constante de Boltzmann. Pour le dioxygène et le diazote {\displaystyle \Theta _{O_{2}}^{vib}=2061.4~K}  et  {\displaystyle \Theta _{N_{2}}^{vib}=3393.5~K} .
L'énergie interne de chaque molécule est la somme des énergies de chaque mode. Ici, compte tenu de l'égalité de l'énergie de rotation et de l'énergie de translation, cette énergie s'écrit en utilisant la distribution de Boltzmann :
{\displaystyle {\begin{array}{rcl}E(T,T_{i}^{vib})&=&\sum _{i}\left\{E_{i}^{trans}(T)+E_{i}^{rot}(T)\right\}+\sum _{i}E_{i}^{vib}(T_{i}^{vib})\\&=&{\frac {\gamma }{\gamma -1}}{\frac {RT}{\overline {M}}}+\sum _{i}q_{i}{\frac {R}{{\overline {M}}_{i}}}\Theta _{i}^{vib}{\frac {e^{-u}}{1-e^{-u}}}\,,\quad u={\frac {\Theta _{i}^{vib}}{T_{i}^{vib}}}>>1\\&\approx &{\frac {\gamma }{\gamma -1}}{\frac {RT}{\overline {M}}}+\sum _{i}q_{i}{\frac {R}{{\overline {M}}_{i}}}\Theta _{i}^{vib}e^{-u}\end{array}}}
{\displaystyle R}  est la constante universelle des gaz parfaits et  {\displaystyle \gamma }  l'indice adiabatique.
On en déduit la capacité thermique isobare :
{\displaystyle C_{p}(T)=\sum _{i}q_{i}C_{p_{i}}(T)=\sum _{i}q_{i}{\frac {\gamma }{\gamma -1}}{\frac {R}{{\overline {M}}_{i}}}={\frac {\gamma }{\gamma -1}}{\frac {R}{\overline {M}}}}
Du second terme de l'équation on déduit la contribution vibrationnelle  {\displaystyle C_{V_{i}}^{vib}}  à la capacité thermique isochore de l'espèce i :
{\displaystyle C_{V_{i}}^{vib}(T_{i}^{vib})={\frac {R}{{\overline {M}}_{i}}}E_{1}(u)\,,\quad E_{1}(u)={\frac {u^{2}e^{-u}}{(1-e^{-u})^{2}}}\approx u^{2}e^{-u}}

## Propagation du son
L'étude de la propagation des ondes se fait en appliquant les équations de l'acoustique générales (équations de Navier-Stokes linéarisées) en une dimension dans un espace homogène à des perturbations sinusoïdales de chacune des variables, par exemple la pression acoustique
{\displaystyle p_{a}=p_{a_{max}}e^{i(kx-\omega t)}}
où {\displaystyle k}  est le vecteur d'onde et  {\displaystyle \omega =2\pi \nu }  la pulsation.  {\displaystyle \nu }  est la fréquence.
On obtient la relation de dispersion  {\displaystyle k(\omega )}  dont on déduit :
- la vitesse de phase  {\displaystyle c_{\phi }={\frac {\omega }{\Re {(k)}}}},
- le coefficient d'absorption  {\displaystyle \alpha =-\Im {(k)}}. Celui-ci donne la variation de l'amplitude de la pression en milieu éventuellement inhomogène en fonction de la distance  {\displaystyle x} pour une onde plane sinusoïdale

{\displaystyle p_{a_{max}}(x)=p_{a_{max}}(x=0)\,e^{-\alpha (x)x}}

## Absorption thermo-visqueuse

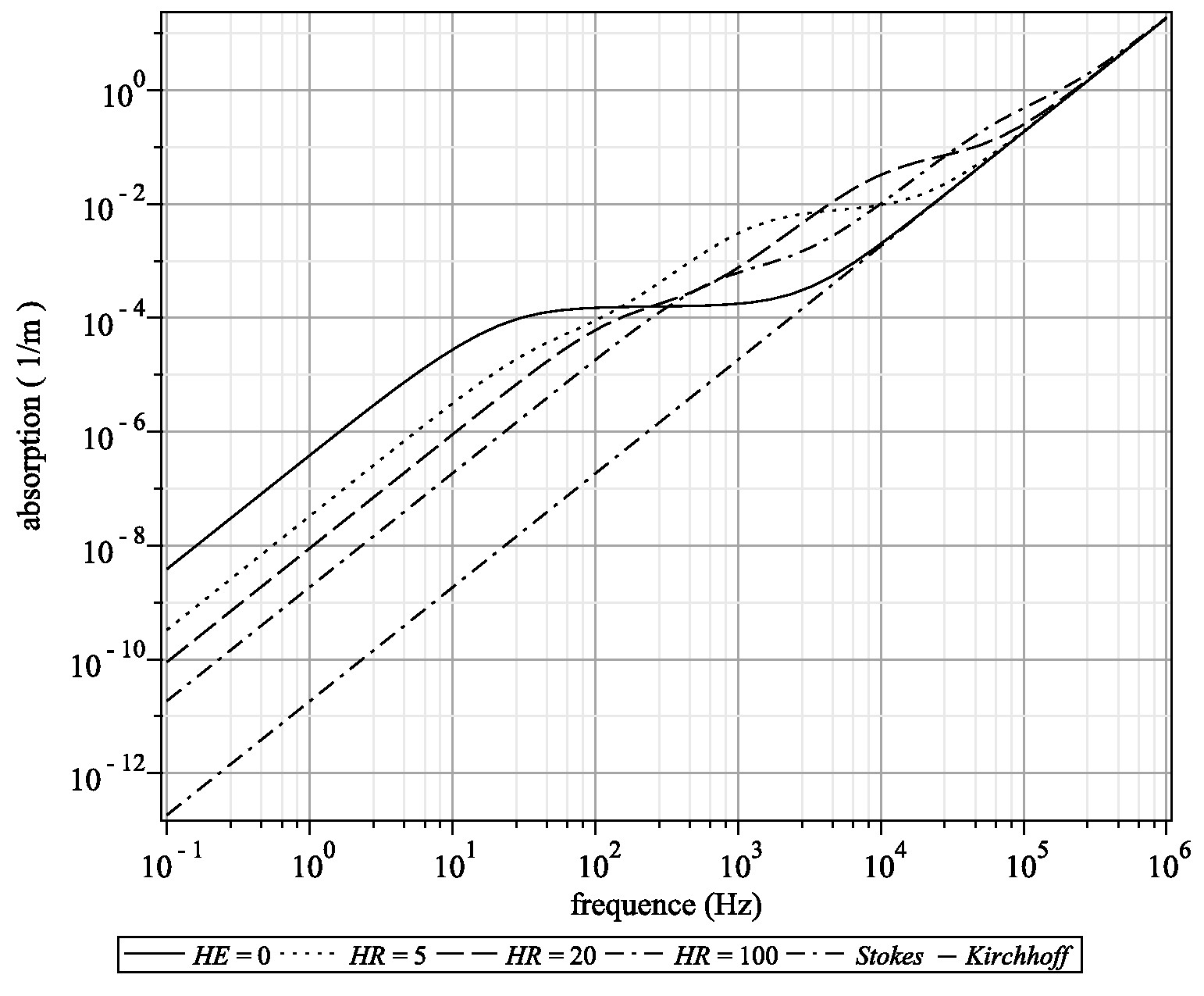
Coefficient d'absorption du son dans l'atmosphère aux pression et température de référence.

Si l'on prend en compte les seuls effets liés à la viscosité et à la conduction thermique la relation de dispersion s'écrit,, :
{\displaystyle k\approx {\frac {\omega }{c_{0}}}-i\,{\frac {\omega ^{2}}{2\rho _{0}c_{0}^{3}}}\mu _{T}\,,\quad \mu _{T}={\frac {4}{3}}\mu _{0}+\eta _{0}+(\gamma -1){\frac {\lambda _{0}}{C_{p}}}}
où {\displaystyle \rho _{0}}  est la masse volumique,  {\displaystyle \mu _{0}}  est la viscosité dynamique,  {\displaystyle \eta _{0}}  la viscosité volumique,  {\displaystyle \lambda _{0}}  la conductivité thermique et  {\displaystyle \mu _{T}}  le coefficient d'absorption thermovisqueuse.
La vitesse de phase est  {\displaystyle c_{0}}  et le coefficient d'absorption est donné par la loi de Stokes-Kirschhoff
{\displaystyle \alpha _{SK}={\frac {\mu _{T}\omega ^{2}}{2\rho _{0}c_{0}^{3}}}={\frac {2\pi ^{2}\mu _{T}\nu ^{2}}{\gamma \,p_{0}\,c_{0}}}}
où  {\displaystyle p_{0}}  est la pression.
Tous ces coefficients de transport relatifs à un mélange gazeux sont calculables à partir de diverses approximations et on fait l'objet de relations empiriques. En utilisant ce type d'approximation numérique on trouve l'expression approchée suivante (unités SI) :
{\displaystyle \alpha _{SK}=1.84\times 10^{-11}{\frac {p_{ref}}{p_{0}}}\left({\frac {T}{T_{ref}}}\right)^{\frac {1}{2}}\nu ^{2}\,,\quad p_{ref}=1.013\times 10^{5}~Pa\,,\quad T_{ref}=293.16~K}
La variation du coefficient d'absorption avec le carré de la fréquence fait que seules les faibles fréquences, en particulier les infrasons, sont transportées sur de grandes distances.

## Absorption et dispersion vibrationnelle
Les faibles longueurs d'onde sont également absorbées par des mécanismes moléculaire d'échanges vibration-translation et vibration-vibration. Lorsque les temps caractéristiques pour un retour à l'équilibre vibrationnel des molécules d'oxygène ou d'azote sont du même ordre de grandeur que la période de l'onde on observe un phénomène de relaxation résonant. Ce phénomène, parfois baptisé effet Kneser,  est à l'origine d'une absorption par échanges d'énergie mais également d'une dispersion par un phénomène de retard dû au processus moléculaire. Ces effets sont très sensibles aux échanges avec la vapeur d'eau ou l'ozone.
La loi de dispersion s'écrit à présent :
{\displaystyle k^{2}\approx {\frac {\omega ^{2}}{c_{0}^{2}}}+i\,{\frac {\omega ^{3}}{\rho _{0}c_{0}^{4}}}\mu _{T}+(\gamma -1){\frac {\omega ^{2}}{c_{0}^{2}C_{p}}}\sum _{i}{\frac {C_{V_{i}}^{vib}}{1-i\,\omega \tau _{i}}}}
{\displaystyle \tau _{i}}  est le temps de relaxation vibrationnelle donné, par exemple, par la loi de Landau-Teller. On utilise de façon équivalente une fréquence de relaxation  {\displaystyle \nu _{i}={\frac {1}{2\pi \tau _{i}}}}.

### Absorption
Le coefficient d'absorption déduit de la relation de dispersion vaut :
{\displaystyle \alpha _{vib}={\frac {\pi (\gamma -1)}{c_{0}}}\sum _{i}{\frac {C_{V_{i}}^{vib}}{C_{p}}}{\frac {\nu ^{2}\,\nu _{i}}{\nu ^{2}+{\nu _{i}}^{2}}}}
{\displaystyle {\frac {\alpha _{vib}}{2\pi \nu }}}  est maximum pour  {\displaystyle \nu =\nu _{i}}.
Les fréquences de relaxation sont données sous forme d'approximation numérique. On obtient (unités SI) :
{\displaystyle {\begin{array}{rcl}\nu _{O_{2}}&=&{\frac {p_{0}}{p_{ref}}}{\frac {\mu _{ref}}{\mu _{0}}}\left[24(x_{O_{2}}+x_{N_{2}})e^{-6.16\zeta }+2400(x_{O}+x_{N})+4.04\times 10^{6}x_{H_{2}O}{\frac {0.02e^{-11.2\zeta }+100\,x_{H_{2}O}}{0.391e^{8.41\zeta }+100\,x_{H_{2}O}}}\right]\\[0.6em]\nu _{N_{2}}&=&{\frac {p_{0}}{p_{ref}}}{\frac {\mu _{ref}}{\mu _{0}}}\left(9e^{-19.9\zeta }+2.8\times 10^{4}x_{H_{2}O}e^{-4.172\varsigma }\right)\\[0.6em]\end{array}}}
Et pour le coefficient d'absorption :
{\displaystyle \alpha _{vib}={\frac {p_{ref}}{p_{0}}}\nu ^{2}\zeta ^{-{\frac {2}{5}}}\left(0.01278e^{-{\frac {\Theta _{O_{2}}^{vib}}{T}}}{\frac {\nu _{O_{2}}}{\nu ^{2}+\nu _{O_{2}}^{2}}}+0.10688e^{-{\frac {\Theta _{N_{2}}^{vib}}{T}}}{\frac {\nu _{N_{2}}}{\nu ^{2}+\nu _{N_{2}}^{2}}}\right)}
où  {\displaystyle \zeta =\left({\frac {T_{ref}}{T}}\right)^{\frac {1}{3}}-1}  est choisi comme paramètre d'approximation en référence à la loi de Landau-Teller. La viscosité dynamique  {\displaystyle \mu _{0}}  est donnée par la loi de Sutherland et  {\displaystyle \mu _{ref}=\mu _{0}(T_{ref})} .
Cet effet est négligeable pour des fréquences supérieures à 10-100 kHz suivant l'humidité relative. En deçà de 1-10 kHz il est prépondérant. Il est donc dominant pour les infrasons. Sa faible valeur est liée à celle du quotient  {\displaystyle {\frac {C_{V_{i}}^{vib}}{C_{p}}}} .

### Dispersion

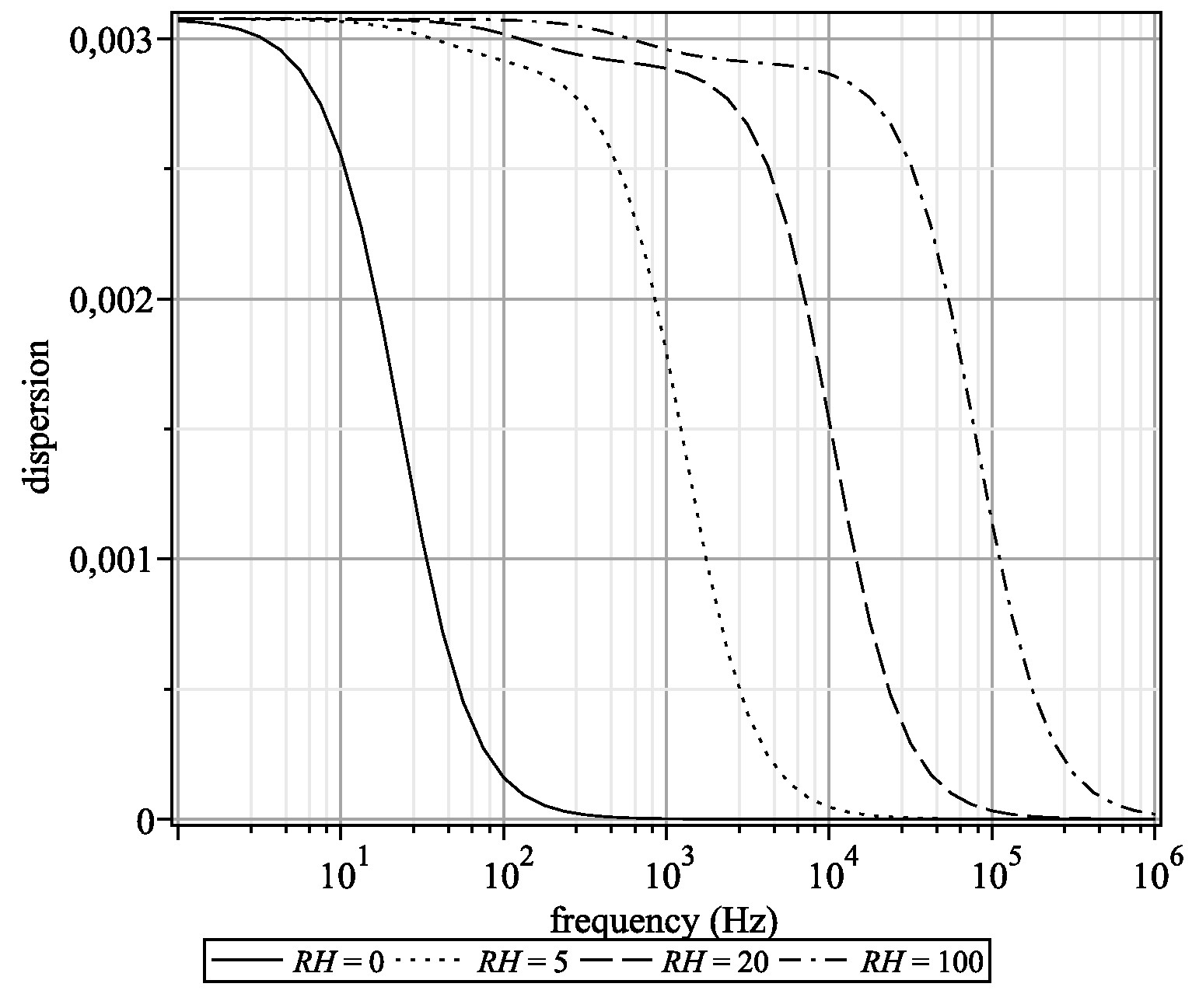
Dispersion vibrationnelle du son dans l'atmosphère aux pression et température de référence.

La vitesse de phase déduite de l'équation de dispersion est donnée par :
{\displaystyle {\frac {c_{0}-c_{\phi }}{c_{0}}}={\frac {\gamma -1}{2C_{p}}}\sum _{i}{\frac {C_{V_{i}}^{vib}}{1+\left({\frac {\nu }{\nu _{i}}}\right)^{2}}}}
Cette quantité caractérise la dispersion du signal, c'est-à-dire sa déformation au cours de la propagation.

## Absorption et dispersion par les nuages
Un nuage est typiquement constitué de gouttes d'eau ou de glace. Il est caractérisé par sa tranche d'altitude, son contenu en eau liquide et la distribution statistique des tailles de gouttes. Dans le cas d'une phase liquide il peut être modélisé comme un milieu polydispersé de gouttelettes sphériques d'eau supposées de taille petite devant la longueur d'onde, entourées de vapeur.
La prise de moyenne volumique permet d'écrire les équations du milieu qui sont alors linéarisées pour obtenir un système acoustique sur lequel on applique des perturbations sinusoïdales d'où l'on déduit une relation de dispersion.
Le changement de phase, le déplacement de la particule au passage de l'onde, la convection associée, la diffusion air-vapeur d'eau et les échanges thermiques conduisent à une absorption infrasonore supérieure à l'absorption en milieu monophasique et à une dispersion importante des très basses fréquences < 0.1 Hz,.

## Effets de la turbulence
La turbulence liée à la couche limite atmosphérique a pour effet d'introduire une dispersion aléatoire sur le signal transmis. Cet effet s'explique aisément par les fluctuations de vitesse du son liées aux variations temporelles locales. Il est possible de calculer ce bruit moyennant diverses hypothèses restrictives : turbulence homogène et isotrope décrite par la loi de Kolmogorov, longueur d'onde du signal petite devant la plus petite longueur caractéristique de la fluctuation du milieu (le milieu est figé pendant la propagation du signal). Cette longueur caractéristique étant de l'ordre de quelques dizaines de mètres, la théorie ne s'applique pas aux infrasons.
Le calcul d'un rayon acoustique négligeant sa déviation peut être mené en ne prenant en compte que les fluctuations de vitesse et en décomposant le spectre de ces fluctuations en série de Fourier. Il conduit à une valeur efficace de la phase  {\displaystyle \phi }  du signal donnée par :
{\displaystyle \langle \phi ^{2}\rangle =\alpha \nu L^{\frac {1}{2}}}
où  {\displaystyle \nu }  est la fréquence et  {\displaystyle L}  la distance à la source. La constante  {\displaystyle \alpha }  est sensiblement proportionnelle à la valeur moyenne du vent.
Un second effet a été constaté expérimentalement : c'est une atténuation du niveau du signal transmis, effet qui a été baptisé « absorption additionnelle » (par rapport aux effets décrits ci-dessus). Cet effet est très difficile à caractériser car très dépendant de la turbulence, elle-même variable avec l'altitude pour des conditions météorologiques données. L'interprétation fait appel à la diffraction de l'onde due aux gradients locaux. Il ne s'agit donc pas d'une absorption au sens propre du terme.